# Lewis Terman
Lewis Madison Terman (15 de janeiro de 1877 - 21 de dezembro de 1956) foi um psicólogo, acadêmico e defensor da eugenia estadunidense. Ele foi apontado como um pioneiro em psicologia educacional no início do século 20 na Stanford School of Education. Terman é mais conhecido por sua revisão das Escalas de Inteligência Stanford-Binet e por iniciar o estudo longitudinal de crianças com alto QI chamado de Estudos Genéticos do Gênio. Como um eugenista proeminente, foi membro da Human Betterment Foundation, da American Eugenics Society e da Eugenics Research Association. Ele também atuou como presidente da Associação Americana de Psicologia. Uma pesquisa da Review of General Psychology, publicada em 2002, classificou Terman como o 72º psicólogo mais citado do século XX, empatado com G. Stanley Hall.

## Contribuições

### Testes de QI
Terman publicou a Revisão Stanford da Escala Binet-Simon em 1916 e as revisões foram lançadas em 1937 e 1960. O trabalho original no teste foi concluído por Alfred Binet e Théodore Simon da França. Terman promoveu seu teste – o "Stanford-Binet" – como um auxílio para a classificação de crianças com deficiência de desenvolvimento. No início, Terman adotou a sugestão de William Stern de que a idade mental/idade cronológica vezes 100 fosse transformada em quociente de inteligência ou QI. Revisões posteriores adotaram a norma de coorte de QI de David Wechsler.
As revisões (principalmente recentemente a quinta) do Stanford-Binet continuam a ser amplamente utilizadas como uma medida da inteligência geral tanto para adultos como para crianças.
A primeira administração em massa de testes de QI foi feita com 1,7 milhão de soldados durante a Primeira Guerra Mundial, quando Terman serviu em testes psicológicos nas forças armadas dos Estados Unidos. Terman conseguiu trabalhar com outros psicólogos aplicados para categorizar os recrutas do exército. Os recrutas passaram por testes de inteligência de grupo que levaram cerca de uma hora para serem aplicados. As opções de teste incluíam Army Alpha, um teste baseado em texto, e Army Beta, um teste baseado em imagens para não leitores. 25% não conseguiram completar o teste Alpha. Os examinadores pontuaram os testes em uma escala que varia de "A" a "E".

### Psicologia do Talento Extremo
O estudo de Terman sobre crianças geniais e superdotadas foi um interesse que durou toda a sua vida. O seu fascínio pela inteligência das crianças começou cedo na sua carreira, quando conheceu as pesquisas de Alfred Binet nesta área.
Através de seus estudos sobre crianças superdotadas, Terman esperava, em primeiro lugar, descobrir os melhores ambientes educacionais para crianças superdotadas e, em segundo lugar, testar e dissipar os estereótipos negativos de que as crianças superdotadas eram "vaidosas, bizarras, socialmente excêntricas e [insanas]".